# Purvis
Purvis és una població dels Estats Units a l'estat de Mississipi. Segons el cens del 2000 tenia 2.164 habitants.

## Demografia
Segons el cens del 2000, Purvis tenia 2.164 habitants, 786 habitatges, i 577 famílies. La densitat de població era de 212,6 habitants per km².
Dels 786 habitatges en un 34,9% hi vivien nens de menys de 18 anys, en un 48,2% hi vivien parelles casades, en un 20,2% dones solteres, i en un 26,5% no eren unitats familiars. En el 24,8% dels habitatges hi vivien persones soles l'11,6% de les quals corresponia a persones de 65 anys o més que vivien soles. El nombre mitjà de persones vivint en cada habitatge era de 2,67 i el nombre mitjà de persones que vivien en cada família era de 3,16.
Per edats la població es repartia de la següent manera: un 27,6% tenia menys de 18 anys, un 10,2% entre 18 i 24, un 27,2% entre 25 i 44, un 21,9% de 45 a 60 i un 13,1% 65 anys o més.
L'edat mediana era de 35 anys. Per cada 100 dones de 18 o més anys hi havia 82,8 homes.
La renda mediana per habitatge era de 30.938 $ i la renda mediana per família de 35.000 $. Els homes tenien una renda mediana de 27.571 $ mentre que les dones 17.500 $. La renda per capita de la població era de 13.727 $. Entorn de l'11,3% de les famílies i el 14,6% de la població estaven per davall del llindar de pobresa.

## Poblacions més properes
El següent diagrama mostra les poblacions més properes.